# 松田孝裕
松田 孝裕（まつだ たかひろ、1960年 - ）は、投資家、 営業プロセス改革の提唱者、マーケッター。元ソフトブレーン株式会社（東証一部上場）代表取締役社長。富士通出身。富士通時代は39歳で営業部長就任。2003年ソフトブレーン株式会社入社、2004年取締役副社長、2005年代表取締役社長。趣味はゴルフ、テニス、マラソン、音楽鑑賞、楽器演奏等。コムチュアマーケティング株式会社代表取締役社長、株式会社エアウィーヴ代表取締役社長、ロフテー株式会社代表取締役社長、ティ・エムコンサルティング株式会社代表取締役社長
株式会社バルクホールディングス取締役、サイバージム日本代表

## 略歴
慶應義塾中等部、慶應義塾高等学校卒業後、1979年慶應義塾大学経済学部入学、1983年慶應義塾大学経済学部卒業、大学時代は、マンドリンクラブのコンサートマスターであり、100人のオーケストラとともに、国内・海外で数多くの演奏会で活躍する。趣味はマラソン、登山、カラオケ、お酒など。
- 1983年　　　富士通株式会社入社。
- 1999年　　　プロセス産業第一部長就任。 　　　　　　　　　　39歳での就任は最年少
- 2003年　　　ソフトブレーン株式会社に入社  取締副社長
- 2004年　　　中小企業営業支援を目的の「ソフトブレーン・サービス株式会社」の代表取締役社長兼任。
- 2005年6月　　ソフトブレーン株式会社代表取締役社長就任。同時に東証一部上場をはたす。
- 2005年6月　　　営業改革をテーマとした講演を全国で展開。1,000社を越す顧客の営業効率改善をサポート。
- 2008年3月　　ソフトブレーン株式会社代表取締役退任。
- 2008年6月　　ティ・エムコンサルティング株式会社設立。代表取締役就任(現職）　　　　　　　　　　　　　　日本の労働人口減における①ホワイトカラーの効率化②グローバル化（人材受入れと海外マーケット進出）提唱。
- 2008年10月　FJBエージェント株式会社顧問グローバル人材事業部長
- mijs(メードイン・ジャパン・ソフトウェア・コンソーシアム）理事長
- 一般社団法人太陽経済の会幹事　情報産業三田会副理事長
- NPO外国人生活総合支援協会副理事長
- 2009年　日本コアパートナ（株）取締役
- 2010年　太陽経済の会　事務局長　（株）成長戦略総合研究所　取締役
- 2011年4月　コムチュアマーケティング株式会社　代表取締役社長（2012年5月退任）
- 2012年5月　株式会社エアウィーヴ 取締役副社長
- 2013年5月   九州日本高圧電気株式会社  代表取締役社長（2018年5月退任）
- 2014年9月　株式会社エアウィーヴ　代表取締役社長（2017年5月退任）
- 2016年4月　ロフテー株式会社　代表取締役会長（2017年5月退任）

2018年6月  株式会社バルクホールディングス取締役、サイバージム日本代表

## 講演実績（HPより抜粋）
「生産性向上とミドルの活性化」
　「こうすればできる営業改革！」
　「今こそグローバル化を！」
　「日本の労働力減少の時にやるべきこと」

## T-M-営業塾
卒業生から全国に優秀な営業人材を輩出している。
　・会社代表であり、メンタルコンサルタント
　　　　【資格】メンタルケアカウンセラー®、　メンタル心理カウンセラー、上級心理カウンセラー、行動心理士　等心理系に強み